# キャッスルプラザ
キャッスルプラザ（CASTLE PLAZA）は、興和グループのナゴヤキャッスルが名古屋市で運営するシティホテルであった。
2005年（平成17年）10月1日、ホテル名をホテルキャッスルプラザから｢キャッスルプラザ｣に改称した。かつては毎日新聞社グループに属していたが、2013年（平成25年）9月20日に毎日新聞社が保有するナゴヤキャッスルの株式37.7%のうち、35%を興和が取得しグループ化した。
2021年（令和3年）1月31日の営業をもって閉館。

## 概要
名古屋城の外堀に面した名古屋では屈指の名門ホテル。ホテルナゴヤキャッスルの前身が現在のミッドランドスクエアの場所にあった毎日名古屋会館の上層階にホテルニューナゴヤとして営業していたが、名古屋城に隣接する現在地に移転した経緯もあり、利便性を重視する顧客に応えるため名古屋駅前への再進出を図ったのがホテルキャッスルプラザである。
駅前の利便性とホテルナゴヤキャッスルブランドを生かした格式、充実した地下レストラン街でマリオットの進出までは名古屋駅前では比較的高いステータスを保っていた。

## 系列ホテル
- ホテルナゴヤキャッスル（愛知県名古屋市西区・名古屋城隣接）
- ホテルトヨタキャッスル（愛知県豊田市）